# Midtre Gauldal
Midtre Gauldal è un comune norvegese della contea di Trøndelag.
In questo paese vive e si allena la fondista norvegese Marit Bjørgen.